# Giovanni Pietro da Birago

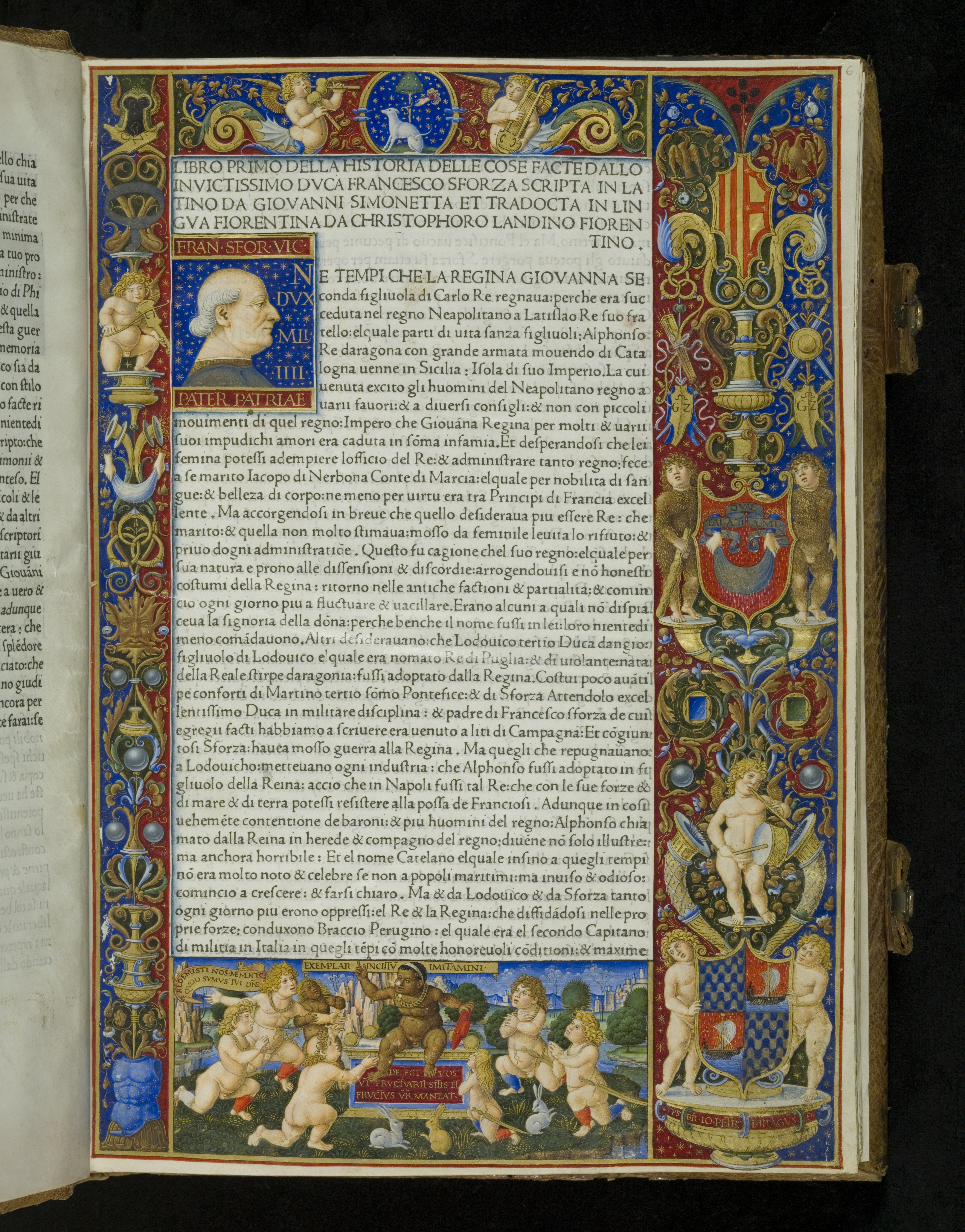
Giovanni Pietro Birago,Incipit pagina uit de Sforziade van Warschau.

Giovanni Pietro da Birago was een Italiaanse miniaturist en graveur uit Lombardije, die in de tweede helft van de 15e eeuw en het eerste kwart van de 16e eeuw actief was in Milaan.

## Biografie
Giovanni Pietro di Birago was actief (volgens documenten) tussen 1471 en 1513. De identiteit van deze kunstenaar werd lange tijd verward met Antonio da Monza en andere kunstenaars uit diezelfde periode. Er waren verschillende noodnamen voor hem in omloop onder meer de Meester van het Sforza getijdenboek of de Pseudo Antonio da Monza. Het is pas vrij recent dat zijn echte identiteit werd ontdekt. Volgens documenten gepubliceerd door Carta en Valeri was hij priester en als kapelaan en miniaturist in dienst van Bona Sforza (1449-1503), weduwe van Galeazzo Sforza voor wie hij ca. 1490 het beroemde getijdenboek illustreerde dat nu als Sforza-getijdenboek wordt bewaard in de British Library als Ms. Additional 34294. Een vroeg werk zijn de koorboeken van Brescia (zie bij toegeschreven werken).
De stijlverschillen tussen de koorboeken en het getijdenboek van Bona Sforza zijn te verklaren door de komst naar Milaan uit Mantua van Andrea Zoan omstreeks 1476. Zoan was een graveur, en het is omstreeks die tijd dat Birago met het graveren begint. Zijn kopergravures zijn zeer sterk gebaseerd op de stijl van Mantua, meegebracht door Zoan. Giovanni Pietro zal die stijl ook voortzetten in zijn miniaturen. Als men bepaalde miniaturen, zoals Het Laatste Avondmaal uit het getijdenboek, vergelijkt met kopergravures van hetzelfde onderwerp is de gelijkenis treffend.. Alle latere miniaturen zijn schatplichtig aan het graveerwerk.
Op 15 april 1506 ontvangt Birago een betaling van Lodewijk XII van Frankrijk voor het maken van een zegel en op 6 april 1513 is er nog een gesigneerde brief van hem in de archieven gevonden en dat is het laatste document aan hem gerelateerd.

## Toegeschreven werken
Naast het bovengenoemde Sforza-getijdenboek is een werk dat met zekerheid aan hem kan toegeschreven worden de achttien koorboeken van de oude kathedraal van Brescia, die door hem verlucht werden tussen 1471 en 1474, nu in de biblioteca Toso Martinengo.
Omstreeks 1480 moet hij al bekend geweest zijn buiten Milaan, want in 1481 verlucht hij een breviarium voor de Venetiaanse familie Barozzo. De incunabel werd in 1481 gedrukt in Venetië door Nicolas Jenson en bevindt zich nu in de Österreichische Nationalbibliothek in Wenen.
Voor János Vitéz, bisschop van Veszprém in Hongarije, verluchtte hij een Pontificaal met negen grote miniaturen en vijftien kleinere. Het handschrift wordt nu bewaard in de Biblioteca Apostolica Vaticana als Ott. lat. 501.
Vanaf 1490 werkt Birago voornamelijk voor Ludovico Sforza bijgenaamd de Moor. Voor hem zal hij onder meer de luxe exemplaren van de Sforziade verluchten. Hij werkt ook mee aan de verluchting van een grammatica latina van Aelius Donatus, samen met Cristoforo de Predis. Het boek werd gemaakt voor zijn oudste zoon Massimiliano, met zeer veel volbladminiaturen. Het wordt nu bewaard in de Biblioteca Trivulziana di Milano als Ms. 2167.
Verder zijn er nog:
- Liber Jesu in de Biblioteca Trivulziana di Milano als Ms. 2163.
- Gebedenboek van Karel VIII van Frankrijk[6], Venetië, Fondazione Cini
- Legenda de Sancto Iosaphat, Milano, Biblioteca Braidense, ms. AC XI, 37; verschillende miniaturisten
- Apollo e Dafne, miniaturen in een manuscript. Wolfenbüttel, Herzog-August-Bibliothek, Cod. 277A Etr.

## Gravures
- 9 versierde panelen, geïnspireerd op Romeinse muurschilderingen, ca. 1505-1507, British Museum
- Christushoofd met doornenkroon, British Museum
- Madonna met kind en musicerende engelen, British Museum
- Het Laatste Avondmaal naar Leonardo de Vinci, ca. 1500, The Metropolitan Museum of Art.